# Rautsalo
Rautsalo est le quartier XIX de la municipalité d'Heinola en Finlande.

## Présentation
Rautsalo est sur les rives du Kymijoki et de la baie Maitiaislahti à environ quatre kilomètres au sud-est du centre-ville d'Heinola.
Rautsalo abrite la cartonnerie de Stora Enso.
Une liaison ferroviaire et de circulation douce relie Tommola à Rautsalo via Sahanniemi.

## Galerie

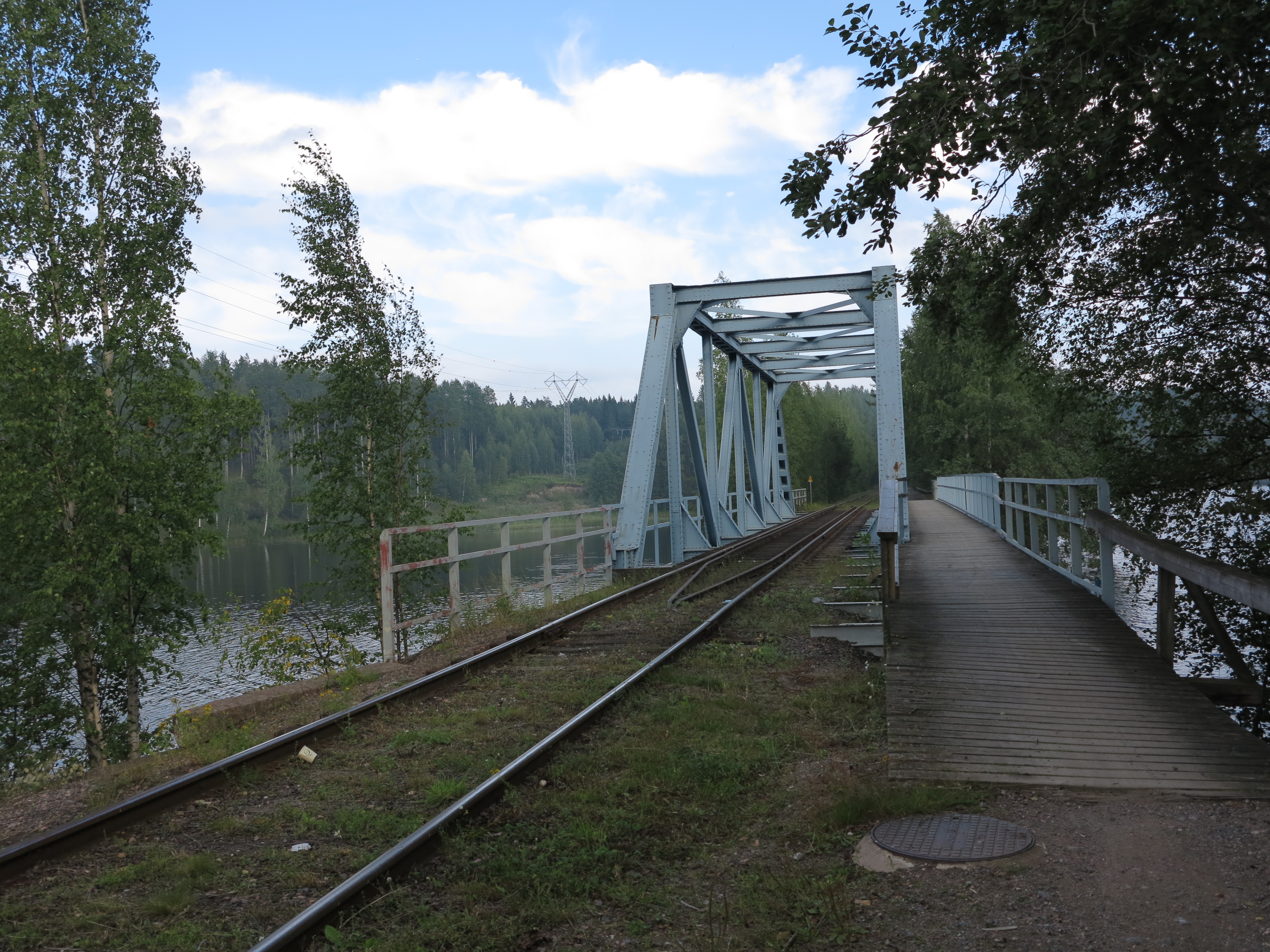
Pont ferroviaire entre Tommola et Rautsalo.
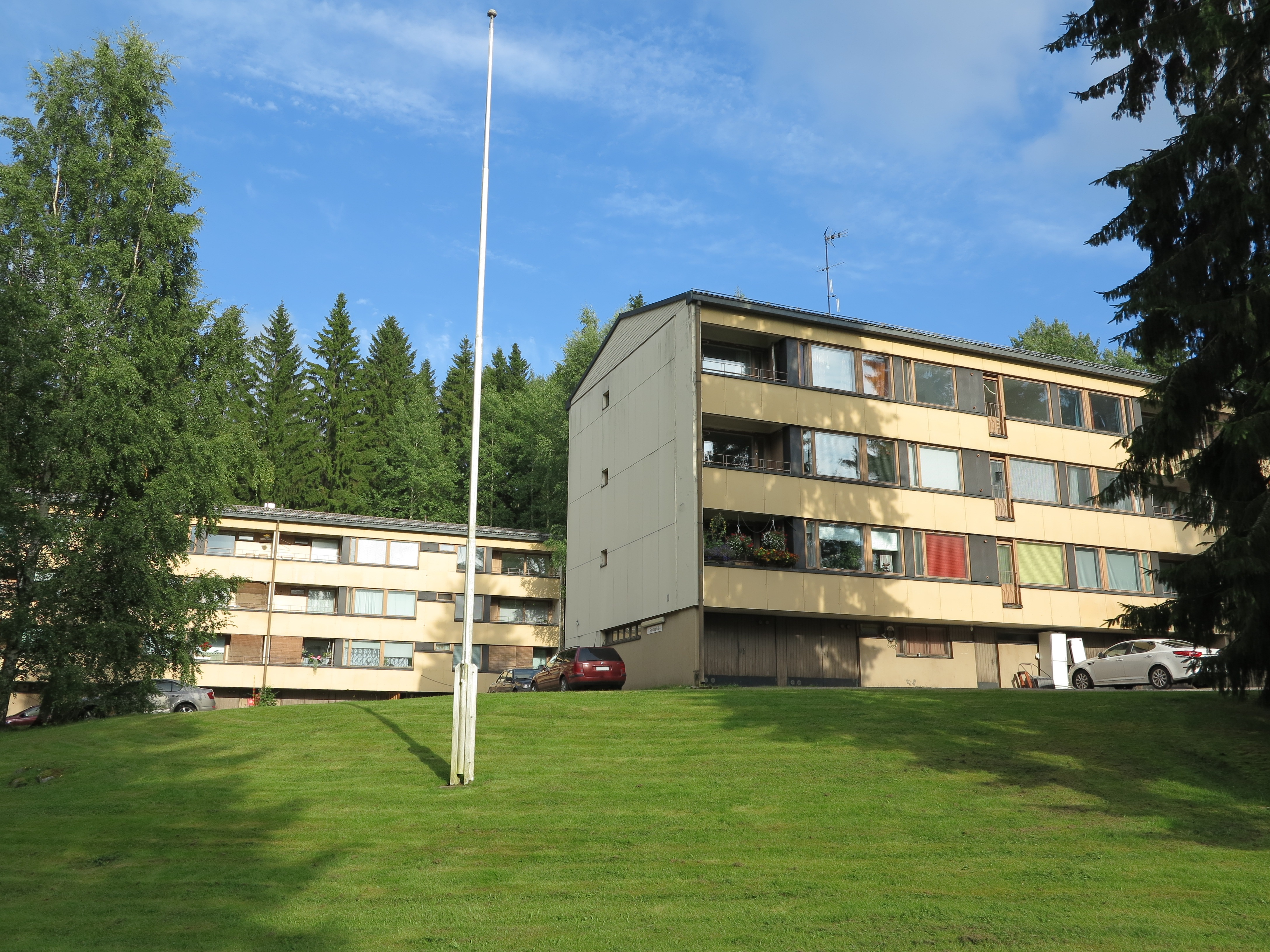
Immeubles à Rautsalo.